# Мытнинская улица
Мы́тнинская у́лица — улица в Центральном районе Санкт-Петербурга. Проходит от 2-й Советской улицы и проспекта Бакунина до улицы Моисеенко. На юго-запад продолжается Полтавской улицей.

## История переименований
- Первоначально — Болотная улица (1828—1858 год). Дано по характеру почвы и ландшафта.
- 1857—1868 год — Большая Болотная улица, Малый проспект.
- Современное название появилось в 1836 году, дано по Мытному двору (проспект Бакунина, дом 6).
- До 1846 года — Большая улица.
- В справочнике 1837 года — Рождественская улица, название дано по Рождественским улицам (ныне Советским), пересекающим её.

## Примечательные здания и сооружения
- Овсянниковский сад

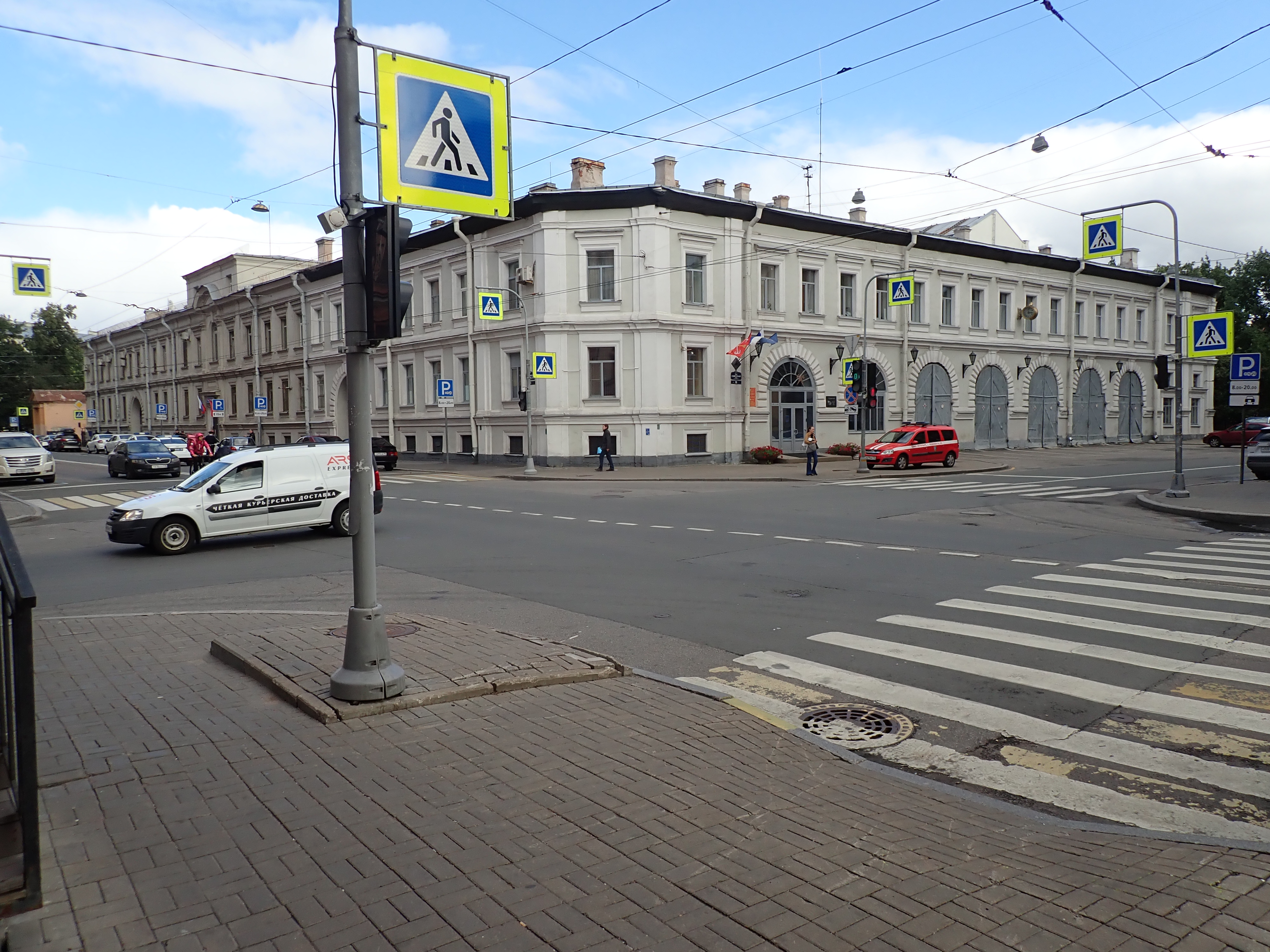
Перекрёсток улиц Мытнинской и З-ей Советской

- Дом № 5/2, литера А — дом П. М. Станового, 1911—1912. Фасады здания украшены несколькими скульптурными композициями: со стороны Мытнинской улицы на уровне первого этажа в простенке изображена женская фигура, обнимающая двух детей, а со стороны 8-й Советской улицы — маскарон с двумя надписями на латыни, Carpe diem! и Audiatur et altera pars[1][2].